# Залман Бельчовський
Залман Бельчовський (івр. זלמן בלחובסקי; нар. 31 січня 1901 — пом. 28 травня 1972) — наймолодший боєць у битві при Тель-Хаї. У битві він займав низку посад, включаючи санітара, і доглядав, серед іншого, пораненого Йосефа Трумпельдора до моменту смерті. Після його смерті його поховали в секції воїнів та захисників Тель-Хая на кладовищі у Кфар-Гіладі.

## Дитинство, молодість та імміграція

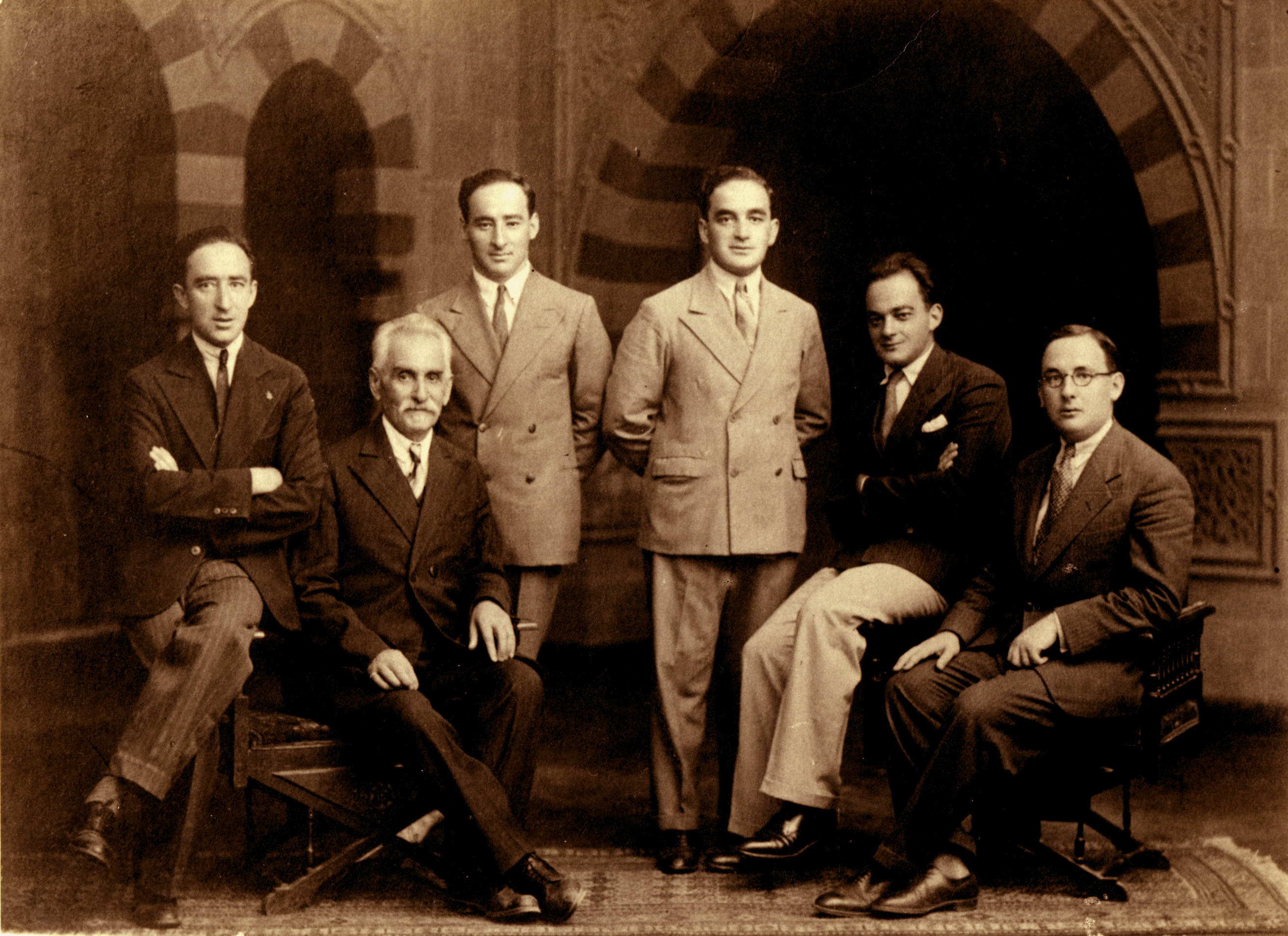
Михайло та брати Бельчовські

Залман Бельчовський народився у Михайла та Ганни в Софіївці Катеринославського району. Його батько, Михайло Бельчовський, був успішним бізнесменом, який торгував деревиною, служив агентом сільськогосподарської техніки типу «Редінг», виступав постачальником нафти в районі й навіть забезпечував чимало робочих місць євреям. У нього було ще четверо братів і дві сестри: Моше, Давид, Авраам, Сіма, Шмуель, Манія та Рейчел. Навчався вдома, вивчав іврит та російську мову. Його старшого брата Давида прийняли вчитися в Катеринославській гімназії, що на той час не було поширеним серед євреїв.
Після листа, отриманого Майклом Бельчовським від Менахема Уссішкіна, в якому він закликав його відправити своїх синів на навчання в гімназію Герцлія в Тель-Авіві, де вони могли б засвоїти іудаїзм, Майкл вирішив відправити Давида, а потім Залмана до Ізраїлю. В рамках другої хвилі алії Залман іммігрував до Ізраїлю зі своєю вагітною матір'ю та двома братами Авраамом та Шмуелем влітку 1914 р. Вони прибули до Ізраїлю на кораблі «Олександр II» за півтора місяця до спалаху Першої світової війни.

## Переїзд у Тель-Хай
Бельчовський розпочав навчання у сьомому класі в Герцлійській гімназії. Він та його однокласники заздрили випускникам, які щойно закінчили навчання, тож після лекції, яку вони почули від Авраама Герцфельда, батька єврейського поселення в Ізраїлі, вони набрались мужності й вирішили в 1919 році залишити школу та реалізувати свої прагнення влаштуватися в кібуцах, щоб здійснити сіоністську мрію. Доктор Бограшов, директор гімназії, публічно докорив їм за безвідповідальність, яку вони практикували, але нарешті підкріпив їх і сказав «Випрямляйся!» Бельчовський та його друзі з гімназії підійшли до сільськогосподарського центру в Тель-Авіві, вимагаючи лист-прохання поїхати на роботу в Тель-Хаї або у Кфар-Гіладі в Галілеї, щоб зміцнити найвіддаленіші місця. Після кількаденної подорожі пішки та на возах вони прийшли до Тель-Хая посеред ночі.

## Життя в Тель-Хаї
Бельчовського та його друзів прийняв до групи Калман Коен, один із засновників Тель-Хая. Їх розподіляли на різні робочі місця, але їх статус був низьким. Їх називали «гімнастками» — слабкими на роботі. Бельчовський намагався довести, що, попри молодий вік вісімнадцяти років, його результати роботи не відставали від результатів старших за нього, хоча він і не займався фізичною працею. Раніше вони працювали в полі, і завжди носили з собою зброю. З часом, після того, як Бельчовський зарекомендував себе на роботі, зневажливе прізвисько «Гімназія» було ласкаво замінено на «Белгов». Члени Тель-Хая були задоволені життям у цьому місці, без ідеологічного аналізу та думки, що вони роблять щось особливе. Відносини між жителями Тель-Хая та бедуїнами були стабільними до листопада 1919 р., коли одного з членів Тель-Хаю, Шнеура Шпошника, вбив грабіжник-бедуїн. Після ситуації з безпекою, яка погіршилася з того дня, і після вбивства іншого члена групи — Аарона Шера, Йосеф Трумпельдор був відправлений до Тель-Хая.

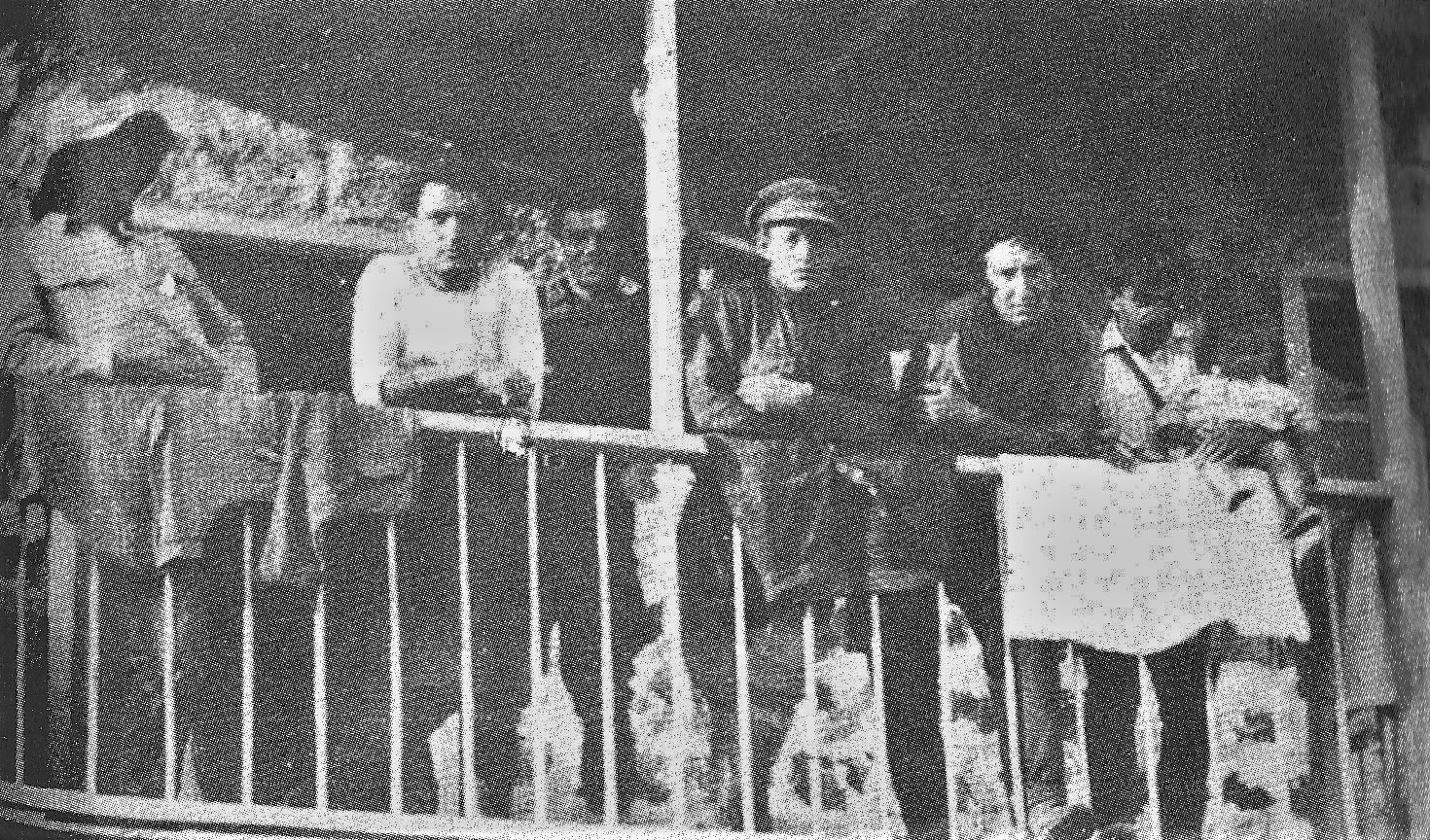
Залман Бельчовський (третій праворуч) на балконі Тель-Хая на початку 1920-х

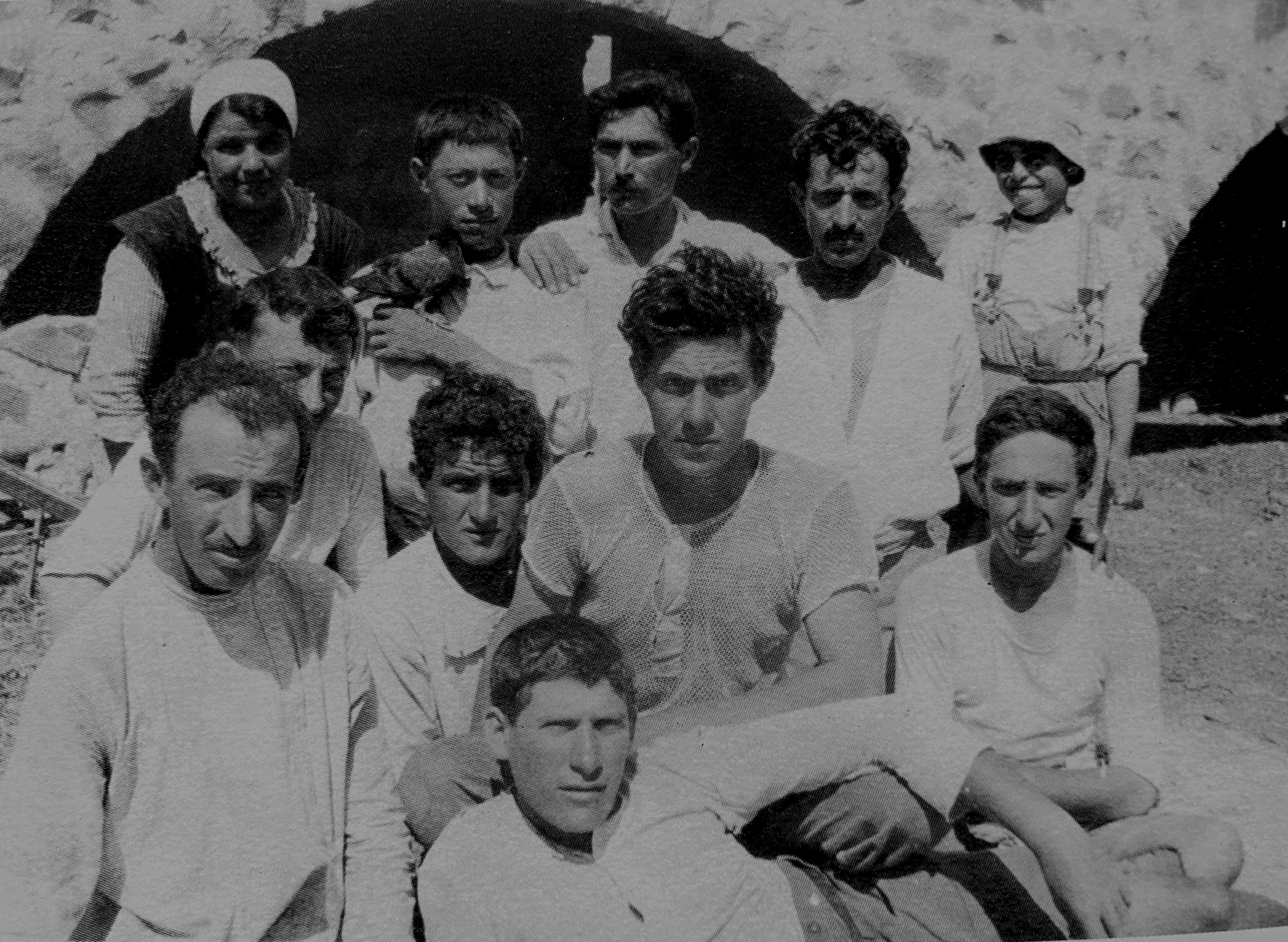
Залман Бельчовський у дворі Тель-Хая (перший справа), перший ліворуч Шнеур Шпошник

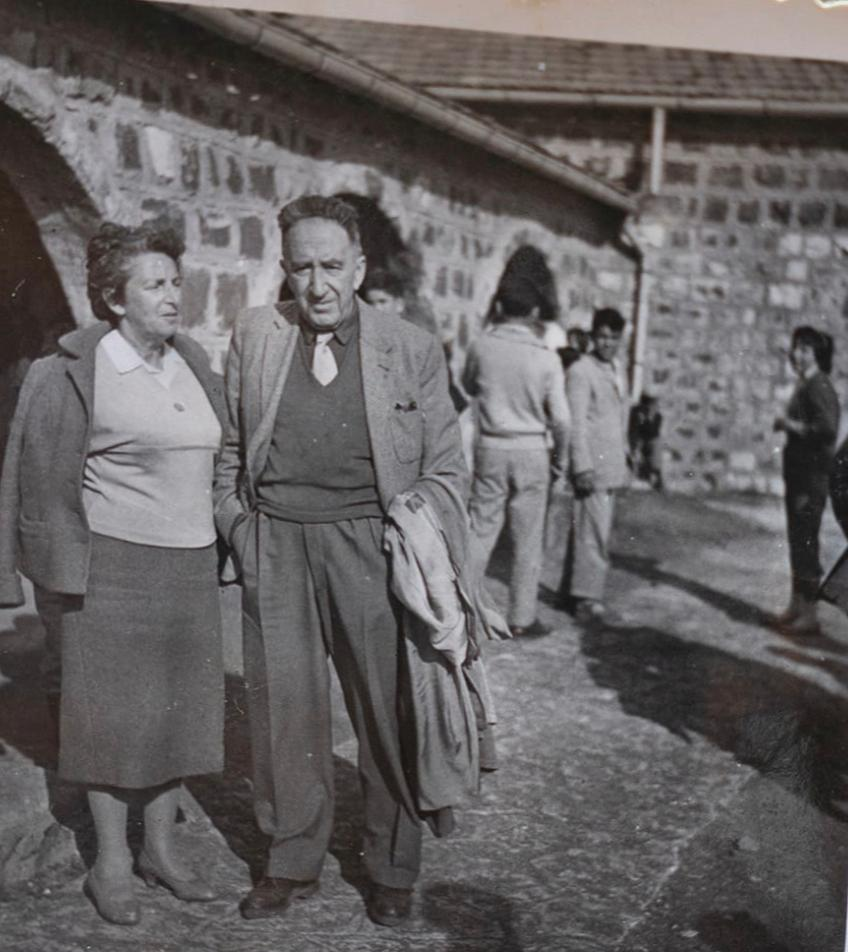
Залман і Пола Бельчовські у дворі Тель-Хая

В інтерв'ю Менахему Бен-Ар'є (1970) Бельчовський описує першу зустріч з Трумпельдором: «Коли Трумпельдор прийшов до нас, не представившись нам і не знаючи свого минулого, я був вражений ним, що він, Трумпельдор, є великою особистістю. У своїй першій розмові з ним я відчув, що це людина, яка вміє організовувати й командувати». Бельчовський, Трумпельдор та друзі Тель-Хая охороняли двір і виходили орати землю. Невпевнена ситуація з безпекою змусила членів Тель-Хая озброїтися як зброєю, що прибула конвоями, так і коли вони вирушили на озброєння зброєю з найближчих населених пунктів. Приблизно за два місяці до падіння Тель-Хая Бельчовський та його друзі привезли зброю зі Сліка в Хамарі, але були схоплені бандитами-бедуїнами. Вони позбавили їх одягу, і група була змушена повернутися до Тель-Хая в спідній білизні.

### Участь у битві при Тель-Хаї
Вранці 1 березня 1920 р. Бельчовський та члени Тель-Хая почули постріли, що долинали з району Халса. Відразу за ними до двору Тель-Хая почали підходити вершники-бедуїни, які хотіли зайти у двір. Учасники Тель-Хаю не погодились, що вершники будуть підходити до двору, поки їхнього керівника — Камала Ефенді — не буде. Тим часом Трумпельдор, який на той час був у Кфар-Гіладі, повернувся з низкою інших друзів. Камал Ефенді прийшов до місця з людьми та попросив їх впустити й переконатись, що в цьому місці немає французьких солдатів. Спочатку Бельчовського відправили до кімнати на верхньому поверсі, де були знайдені Бенджамін Монтер, Сара Чизік, Дебора Дрехлер та ще двоє чоловіків з Тель-Хая. Звідти за наказом Трумпелдора Бельчовського послали стояти біля північної кімнати, що виходила до лісу, біля якої зібралися араби. Бельчовський, який розмовляв арабською, забезпечував життєво важливий інтелект, слухаючи їхню розмову.
З двору відкрився вогонь, і Бельчовський та його друзі почали дощити вогнем на арабів, які оточили їх з усіх боків. Трумпельдора, який був важко поранений під час бою, ввели в північну кімнату, де стояв Бельчовський, і поклали на підлогу. Трумпельдор попросив Бельчовського, який був фельдшером і відповідав за надання першої медичної допомоги, щоб доглядати за ним. Бельчовський підняв ноги Трумпельдору, який лежав на імпровізованому ліжку. Бельчовський помітив два вогнепальні поранення внизу живота Трумпельдора, одне з яких вилилося з кишечника. Поранений Трумпельдор попросив Бельчовського вкласти кишечник, але спочатку Бельчовський відмовився, оскільки у нього не було при собі аптечки. Трумпельдор наказав Бельчовському вимити руки з милом, він зробив це і вклав нутрощі всередину. Коли він був одягнений, Трумпельдор прошепотів Бельчовському: «Це мої останні моменти. Присвячується друзям, які стоятимуть до останньої хвилини на честь народу!» .

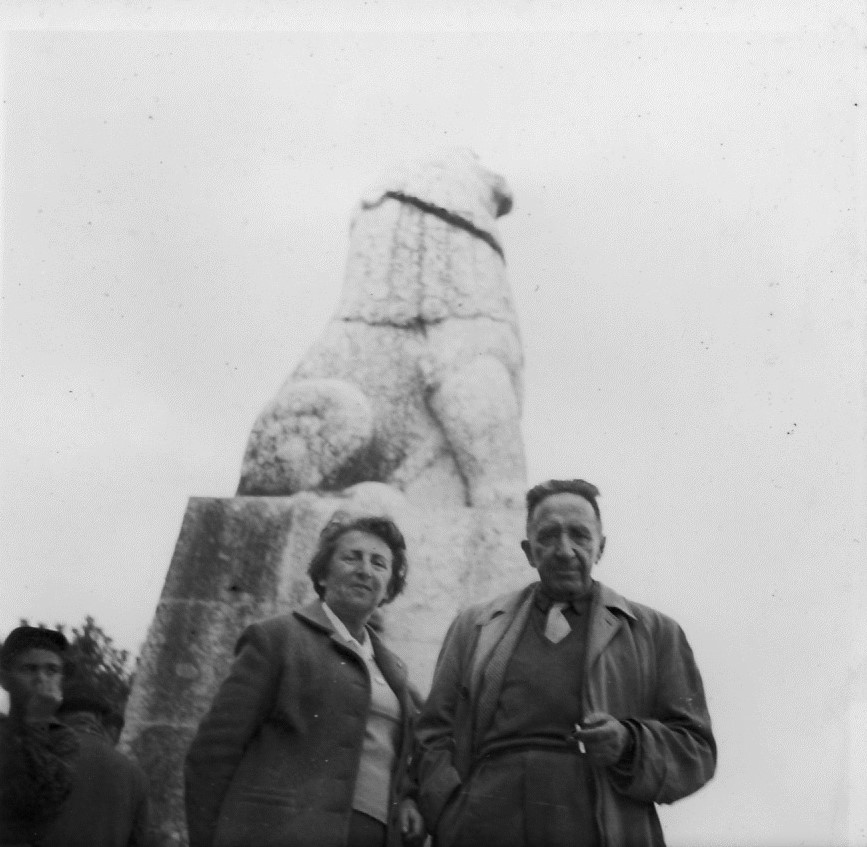
Залман і Паула Бельчовські поруч із Ревучим Левом, Будинок бою Кфар-Гіладі, Тель-Хай

Бій ускладнився, і до кімнати завели ще одного важко пораненого — Якова Таккера, який загинув на руках Бельчовського, який намагався лікувати його до останньої хвилини. Наказ про припинення вогню був виданий Пінхасом Шнеерсоном, щоб дозволити силам Камала Ефенді евакуювати поранених та тіла його людей. Шнеерсон прийняв командування після поранення Трумпельдора. Співвідношення сил було на користь арабів, яких було дуже багато в горах над Тель-Хаєм. Коли почалося перемир'я, Шнеерсон відправив Бельчовського за аптечкою з кімнати на другому поверсі. Шнеерсон та кілька інших друзів обстріляли вхідні ворота і накрили Бельчовського, щоб той дійшов до кімнати. У верхній кімнаті він виявив, що Бенджамін Монтер і Дебора Дрехлер загинули в бою. Протягом усього дня для того, щоб стримати арабів, з боку Кфар-Гіладі пролунали попереджувальні постріли. Крім цього, жителі Кфар-Гіладі не могли допомогти, оскільки дорога між Кфар-Гіладі та Тель-Хаєм була перерізана. З настанням темряви прибули люди з Кфар-Гіладі, у тому числі доктор Гарі. Бельчовський доповів йому про стан поранених, у тому числі Трумпельдора. Вхід через двері був неможливим, оскільки араби безперервно стріляли у в'їзні ворота. Вони знайшли Іцхака Каневського пораненим у живіт і відвели його вниз. Під прикриттям темряви друзі вирішили залишити Тель-Хай, підпалити й сконцентруватися на Кфар-Гіладі. Товариші почали перевозити поранених та мертвих і піднялися на Кфар-Гіладі. Вони несли Трумпельдора в ковдрі. Бельчовський одним з останніх пішов із двору. Тель-Хай залишився на місці донині, і його історія — це фактично історія Бельчовського, Трумпельдора, Дрехлера, Монтера та інших членів Тель-Хая та її захисників — постійно розповідається публічно.

### Життя після битви при Тель-Хаї

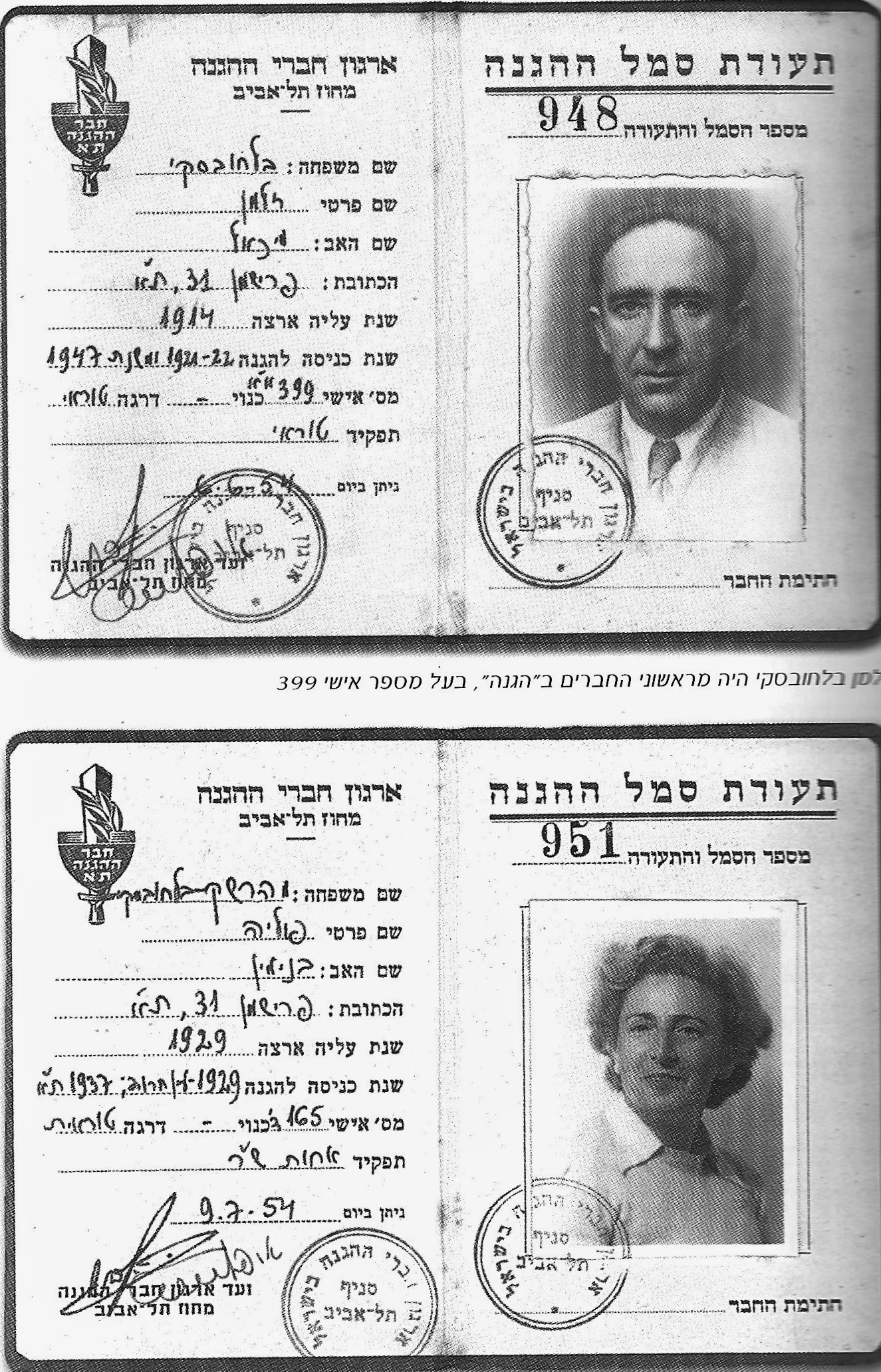
Свідоцтва захисника Залмана та Пола Бельчовських

Після битви під Тель-Хаєм Бельчовський приєднався до Хагани, де зустрів Паулу з Махарешека, з якою одружився. Вони жили в Тель-Авіві. Більшу частину свого життя Бельчовський пропрацював на «Солел Боне», де брав участь у будівництві «Північного забору», створеного владою Британського мандату, а Паула працювала медсестрою в лікарні Бейлінсона, а пізніше головною медсестрою Фонду охорони здоров'я Клаліт. Залман і Пола мали двох дітей — Міру та Майкла. Міра вийшла заміж за Йоссі й у них народилося двоє дітей — Урі та Руті, а Майкл одружився з Естер Розенталь і у них народилося троє дітей — Шай, Яїр та Дорон.
Бельчовський помер 28 травня 1972 року та похований у секції «Бійці та захисники Тель-Хая», у секції «Ревучий лев» на кладовищі Кфар-Гіладі, Тель-Хай.